# Martin Braithwaite
Martin Christensen Braithwaite (/ˈbrɛθweɪt/; sinh ngày 5 tháng 6 năm 1991) là một cầu thủ bóng đá chuyên nghiệp người Đan Mạch chơi cho câu lạc bộ Espanyol tại La Liga và Đội tuyển bóng đá quốc gia Đan Mạch.
Bắt đầu sự nghiệp của mình tại Esbjerg fB, anh tiếp tục chơi cho Toulouse và Bordeaux tại Ligue 1, và Leganés và Barcelona tại La Liga. Anh ấy cũng đã có hai năm ở Anh với Middlesbrough.
Braithwaite đã có trận ra mắt quốc tế cao cấp cho Đan Mạch vào năm 2013 và đã có 60 lần khoác áo đội tuyển. Anh là một phần của đội của họ tại FIFA World Cup 2018 và UEFA Euro 2020, lọt vào bán kết của giải đấu sau đó.

## Sự nghiệp câu lạc bộ

### Esbjerg fB
Braithwaite bắt đầu sự nghiệp ở học viện tại Sædding-Guldager Idrætsforening (SGI), sau đó anh gia nhập câu lạc bộ lớn nhất trong thành phố của mình, Esbjerg fB. Sau đó, anh đã dành một thời gian ngắn tại học viện thể thao của FC Midtjylland, trước khi quay trở lại Esbjerg, ký hợp đồng ba năm vào năm 2007. Trong quãng thời gian thứ hai tại học viện Esbjerg, Braithwaite đã tiếp tục thử nghiệm với cả Reggina và Newcastle United. Cuối cùng anh đã ra mắt dưới màu áo của Esbjerg vào năm 2009, ra sân 63 lần ở Superliga cho câu lạc bộ và ghi 12 bàn, trong đó có 9 bàn vào mùa giải 2012–13. Đây là mùa giải mà anh có mặt trong tất cả các trận đấu của câu lạc bộ. Anh giành cúp Đan Mạch cùng câu lạc bộ vào mùa giải 2012–13 sau khi ghi hai bàn trong trận bán kết lượt về trước Brøndby IF.
Sau màn thể hiện ấn tượng của Esbjerg trong mùa xuân Superliga 2013 của Đan Mạch và Cúp Đan Mạch, anh được gọi vào đội tuyển quốc gia Đan Mạch vào mùa hè năm 2013. Cùng lúc ấy, có tin đồn cho rằng anh đang thu hút sự quan tâm của một số câu lạc bộ châu Âu bao gồm Auxerre, Rennes, Celtic và Hull City.

### Toulouse
Vào ngày 14 tháng 8 năm 2013, trong khi thực hiện nghĩa vụ quốc gia cho một trận giao hữu quốc tế với Ba Lan, DR báo cáo rằng anh đã được bán cho câu lạc bộ Pháp Toulouse F.C. với giá 15 triệu DKK (khoảng 2 triệu euro). Anh bắt đầu trận đấu và ghi bàn thắng thứ hai cho Đan Mạch.

### Middlesbrough
Ngày 13 tháng 7 năm 2017, Braithwaite ký hợp đồng bốn năm với câu lạc bộ EFL Championship Middlesbrough với mức phí không được tiết lộ, được báo cáo khoảng 9 triệu bảng. Dưới sự quản lý ban đầu của Garry Monk, anh trở thành người thứ ba ký hợp đồng câu lạc bộ trong mùa giải, sau Jonny Howson và Cyrus Christie.
Anh ra mắt tại giải đấu câu lạc bộ vào ngày 5 tháng 8 năm 2017 tại sân vận động Molineux trong trận Middlesbrough bị Wolverhampton Wanderers đánh bại với tỷ số 1–0. Anh ghi bàn thắng đầu tiên cho câu lạc bộ vào ngày 30 tháng 9 năm 2017 trong trận hòa 2 đều với Brentford trên sân vận động Riverside.
Anh được Bordeaux mượn vào ngày 31 tháng 1 năm 2018 để thi đấu trong suốt phần còn lại của mùa giải. Anh trở lại Middlesbrough cho mùa giải 2018–2019. Tuy bắt đầu mùa giải ở Middlesbrough, anh đã nhanh chóng bày tỏ mong muốn rời khỏi câu lạc bộ và đến chơi ở Tây Ban Nha. Điều này đã làm huấn luyện viên Tony Pulis của Middlesbrough mất tinh thần. Sau nỗ lực rời câu lạc bộ không thành công trong kỳ chuyển nhượng mùa hè 2018, anh đã chơi nửa đầu mùa giải cho Middlesbrough, ghi ba bàn trong 18 lần ra sân.

### Leganés
Braithwaite gia nhập CD Leganés bên Tây Ban Nha La Liga vào đầu kỳ chuyển nhượng tháng 1 năm 2019 trong một hợp đồng cho mượn cho đến cuối mùa giải. Anh ra mắt giải đấu cho câu lạc bộ vào ngày 12 tháng 1, trong chiến thắng 1–0 trước SD Huesca, vào sân thay Guido trong 26 phút cuối, ghi bàn thắng đầu tiên bốn ngày sau đó trong trận 1–0 Copa Chiến thắng trên sân nhà của Rey trước Real Madrid.
Anh ghi bàn thắng đầu tiên trong trận thua 1–3 gặp FC Barcelona vào ngày 20 tháng 1 năm 2019 và kết thúc giái đấu với bốn bàn thắng sau 19 lần ra sân. Ngày 24 tháng 7, ông đã đồng ý một hợp đồng bốn năm cố định với Pepineros với số tiền được đồn lên đến € 5 triệu, trở thành cầu thủ đắt giá thứ hai trong lịch sử của câu lạc bộ.

### Barcelona
Ngày 20 tháng 2 năm 2020, Barcelona kích hoạt điều khoản giải phóng 18 triệu euro với Braithwaite, ký hợp đồng bốn năm rưỡi với anh. Điều khoản phát hành của anh ấy được đặt thành 300 triệu euro. Barcelona đã được cấp một ngoại lệ khẩn cấp để ký anh bên ngoài cửa sổ chuyển nhượng vì chấn thương dài hạn của Ousmane Dembélé. Hai ngày sau khi ký hợp đồng, anh có trận ra mắt trong trận đấu với Eibar trên sân Camp Nou, vào sân thay người ở phút 72. Anh ấy đã hỗ trợ các mục tiêu thứ tư với thứ năm trong chiến thắng 5–0, cả hai đều làm chệch hướng. Vào ngày 13 tháng 6 năm 2020, Braithwaite ghi bàn thắng đầu tiên cho Barcelona sau pha kiến tạo của Lionel Messi trong chiến thắng 4–0 trước RCD Mallorca.
Vào ngày 24 tháng 11 năm 2020, Braithwaite ghi hai bàn thắng đầu tiên tại Champions League trong chiến thắng 4–0 trước Dynamo Kyiv , trận đấu mà anh cũng có một pha kiến tạo, ở mùa giải 2020–21. Vào ngày 2 tháng 12, anh ghi bàn thắng thứ ba trong trận đấu trong hiệp một của trận đấu với Ferencváros. Vào ngày 3 tháng 3 năm 2021, anh ghi bàn thắng quyết định trong chiến thắng 3–0 trước Sevilla sau hiệp phụ để đảm bảo vị trí của Barcelona trong trận Chung kết Copa del Rey 2021.
Vào ngày 15 tháng 8 năm 2021, Braithwaite lập một cú đúp và kiến tạo cho đồng đội Sergi Roberto ghi bàn trong trận đấu mở màn của Barcelona ở mùa giải 2021–22; chiến thắng 4–2 trên sân nhà trước Real Sociedad. Tháng sau, anh phải nghỉ thi đấu từ ba đến bốn tháng vì chấn thương sụn đầu gối trong trận đấu với Getafe CF; những cầu thủ tấn công Dembélé, Ansu Fati và Sergio Agüero đã dính chấn thương, trong khi Messi ra đi và Antoine Griezmann được cho mượn.
Vào ngày 1 tháng 9 năm 2022, Braithwaite chấm dứt hợp đồng với Barcelona có hiệu lực ngay lập tức.

### Espanyol
Vào ngày 1 tháng 9 năm 2022, Braithwaite ký hợp đồng ba năm với Espanyol với tư cách là cầu thủ tự do.

## Sự nghiệp quốc tế
Đã từng đại diện cho một số đội tuyển trẻ quốc gia Đan Mạch, vào mùa hè năm 2012 Braithwaite được trao cơ hội đại diện cho Guyana, đủ điều kiện do có cha là người Guyana. Anh ấy đã từ chối lời đề nghị và tiếp tục ra mắt với đội tuyển quốc gia Đan Mạch vào tháng 6 năm 2013 trong trận giao hữu gặp Georgia, bắt đầu trận đấu và chơi hiệp một. Anh vẫn ở trong đội hình cho trận đấu vòng loại World Cup 2014 với Armenia.
Tháng 5 năm 2018, anh có tên trong đội hình 23 người của Đan Mạch cho World Cup 2018 tại Nga.

## Đời tư
Braithwaite có cha là người Guyana và em gái Mathilde (sinh năm 2002) đang chơi bóng đá cho KoldingQ và đội tuyển bóng đá nữ quốc gia U-16 của Đan Mạch.

## Thống kê sự nghiệp

### Câu lạc bộ
Tính đến ngày 22 tháng 5 năm 2021.
| Câu lạc bộ          | Mùa giải            | Giải vô địch quốc gia | Giải vô địch quốc gia | Giải vô địch quốc gia | Cúp  | Cúp | Cúp EFL | Cúp EFL | Châu Âu | Châu Âu | Khác | Khác | Tổng cộng | Tổng cộng |
| Câu lạc bộ          | Mùa giải            | Hạng đấu              | Trận                  | Bàn                   | Trận | Bàn | Trận    | Bàn     | Trận    | Bàn     | Trận | Bàn  | Trận      | Bàn       |
| ------------------- | ------------------- | --------------------- | --------------------- | --------------------- | ---- | --- | ------- | ------- | ------- | ------- | ---- | ---- | --------- | --------- |
| Esbjerg fB          | 2009–10             | Superliga             | 10                    | 0                     | 0    | 0   | —       | —       | —       | —       | —    | —    | 10        | 0         |
| Esbjerg fB          | 2010–11             | Superliga             | 16                    | 0                     | 2    | 0   | —       | —       | —       | —       | —    | —    | 18        | 0         |
| Esbjerg fB          | 2011–12             | 1. Division           | 26                    | 5                     | 1    | 0   | —       | —       | —       | —       | —    | —    | 27        | 5         |
| Esbjerg fB          | 2012–13             | Superliga             | 33                    | 9                     | 5    | 2   | —       | —       | —       | —       | —    | —    | 38        | 11        |
| Esbjerg fB          | 2013–14             | Superliga             | 4                     | 3                     | 0    | 0   | —       | —       | —       | —       | —    | —    | 4         | 3         |
| Esbjerg fB          | Tổng cộng           | Tổng cộng             | 89                    | 17                    | 8    | 2   | 0       | 0       | —       | —       | —    | —    | 97        | 19        |
| Toulouse            | 2013–14             | Ligue 1               | 32                    | 7                     | 2    | 1   | 2       | 0       | —       | —       | —    | —    | 36        | 8         |
| Toulouse            | 2014–15             | Ligue 1               | 34                    | 6                     | 1    | 0   | 1       | 0       | —       | —       | —    | —    | 36        | 6         |
| Toulouse            | 2015–16             | Ligue 1               | 36                    | 11                    | 2    | 2   | 3       | 1       | —       | —       | —    | —    | 40        | 13        |
| Toulouse            | 2016–17             | Ligue 1               | 34                    | 11                    | 1    | 0   | 1       | 1       | —       | —       | —    | —    | 36        | 12        |
| Toulouse            | Tổng cộng           | Tổng cộng             | 136                   | 35                    | 7    | 3   | 7       | 2       | —       | —       | —    | —    | 149       | 40        |
| Middlesbrough       | 2017–18             | Championship          | 19                    | 5                     | 2    | 1   | 0       | 0       | —       | —       | —    | —    | 21        | 6         |
| Middlesbrough       | 2018–19             | Championship          | 17                    | 3                     | 0    | 0   | 2       | 0       | —       | —       | —    | —    | 19        | 3         |
| Middlesbrough       | Tổng cộng           | Tổng cộng             | 36                    | 8                     | 2    | 1   | 2       | 0       | —       | —       | —    | —    | 40        | 9         |
| Bordeaux (mượn)     | 2017–18             | Ligue 1               | 14                    | 4                     | 0    | 0   | 0       | 0       | —       | —       | —    | —    | 14        | 4         |
| Leganés (mượn)      | 2018–19             | La Liga               | 19                    | 4                     | 2    | 1   | —       | —       | —       | —       | —    | —    | 21        | 5         |
| Leganés             | 2019–20             | La Liga               | 24                    | 6                     | 3    | 2   | —       | —       | —       | —       | —    | —    | 27        | 8         |
| Leganés             | Tổng cộng           | Tổng cộng             | 43                    | 10                    | 5    | 3   | —       | —       | —       | —       | —    | —    | 48        | 13        |
| Barcelona           | 2019–20             | La Liga               | 11                    | 1                     | 0    | 0   | —       | —       | —       | —       | —    | —    | 11        | 1         |
| Barcelona           | 2020–21             | La Liga               | 29                    | 2                     | 5    | 2   | 0       | 0       | 6       | 3       | 2    | 1    | 42        | 8         |
| Barcelona           | Tổng cộng           | Tổng cộng             | 40                    | 3                     | 5    | 2   | 0       | 0       | 6       | 3       | 2    | 0    | 53        | 9         |
| Tổng cộng sự nghiệp | Tổng cộng sự nghiệp | Tổng cộng sự nghiệp   | 358                   | 77                    | 25   | 11  | 9       | 2       | 6       | 3       | 2    | 0    | 401       | 93        |

### Đội tuyển quốc gia
Thống kê chính xác tính đến trận đấu diễn ra ngày 30 tháng 11 năm 2022.
| Đội tuyển quốc gia | Năm       | Trận | Bàn |
| ------------------ | --------- | ---- | --- |
| Đan Mạch           | 2013      | 5    | 1   |
| Đan Mạch           | 2014      | 2    | 0   |
| Đan Mạch           | 2015      | 5    | 0   |
| Đan Mạch           | 2016      | 2    | 0   |
| Đan Mạch           | 2017      | 3    | 0   |
| Đan Mạch           | 2018      | 12   | 2   |
| Đan Mạch           | 2019      | 10   | 4   |
| Đan Mạch           | 2020      | 7    | 0   |
| Đan Mạch           | 2021      | 11   | 3   |
| Đan Mạch           | 2022      | 8    | 0   |
| Tổng cộng          | Tổng cộng | 64   | 10  |

### Bàn thắng quốc tế
Tính đến trận đấu diễn ra ngày 6 tháng 6 năm 2021.
| #  | Ngày                 | Địa điểm                                   | Trận thứ | Đối thủ              | Bàn thắng | Kết quả | Giải đấu                    |
| -- | -------------------- | ------------------------------------------ | -------- | -------------------- | --------- | ------- | --------------------------- |
| 1  | 14 tháng 8 năm 2013  | PGE Arena, Gdańsk, Ba Lan                  | 2        | Ba Lan               | 2–1       | 2–3     | Giao hữu                    |
| 2  | 16 tháng 10 năm 2018 | MCH Arena, Herning, Đan Mạch               | 27       | Áo                   | 2–0       | 2–0     | Giao hữu                    |
| 3  | 16 tháng 11 năm 2018 | Sân vận động Cardiff City, Cardiff, Wales  | 28       | Wales                | 2–0       | 2–1     | UEFA Nations League 2018–19 |
| 4  | 10 tháng 6 năm 2019  | Sân vận động Parken, Copenhagen, Đan Mạch  | 33       | Gruzia               | 5–1       | 5–1     | Vòng loại Euro 2020         |
| 5  | 15 tháng 10 năm 2019 | Sân vận động Aalborg, Aalborg, Đan Mạch    | 37       | Luxembourg           | 1–0       | 4–0     | Giao hữu                    |
| 6  | 15 tháng 11 năm 2019 | Sân vận động Parken, Copenhagen, Đan Mạch  | 38       | Gibraltar            | 3–0       | 6–0     | Vòng loại Euro 2020         |
| 7  | 18 tháng 11 năm 2019 | Sân vận động Aviva, Dublin, Ireland        | 39       | Cộng hòa Ireland     | 1–0       | 1–1     | Vòng loại Euro 2020         |
| 8  | 25 tháng 3 năm 2021  | Sân vận động Bloomfield, Tel Aviv, Israel  | 47       | Israel               | 1–0       | 2–0     | Vòng loại World Cup 2022    |
| 9  | 6 tháng 6 năm 2021   | Sân vận động Brøndby, Copenhagen, Đan Mạch | 50       | Bosna và Hercegovina | 1–0       | 2–0     | Giao hữu                    |
| 10 | 6 tháng 6 năm 2021   | Amsterdam Arena, Amsterdam, Hà Lan         | 54       | Wales                | 4–0       | 4–0     | Euro 2020                   |

## Danh hiệu
Esbjerg fB
- Cúp Đan Mạch: 2012–13
- 1. Division: 2011–12

FC Barcelona
- Copa Del Rey: 2020–21

Cá nhân
- Segunda Division Player of the Month: 2024
- Vua phá lưới Segunda Division: 2023–24